# 마츠자키 레이
마츠자키 레이(일본어: 松嵜麗, 1985년 5월 31일 - )는 마우스 프로모션에 소속된 일본의 여성 성우이다.
후쿠오카현 출신. 혈액형은 B형. 신장 155 cm. 일본 나레이션 연기 연구소 졸업.

## 내력·인물
중학생 무렵에 자신에게 말을 건네 준 상대가 애니메이션·만화부에 들어가 있어 그 영향으로 중학생이 되고 나서 '졸업'하고 있던 애니메이션이나 만화에 다시 흥미를 가지기 시작해 우선 애니메이트에 갔다. 거기서 손에 든 정보 책자 '키라비'로 특집하고 있던 '인기 애니라디 랭킹'으로 1위를 획득하고 있던 하야시바라 메구미의 프로그램과 그 1개 앞의 코모리 마나미의 프로그램을 듣게 된다. 그리고 '언젠가 이런 사람이 되고 싶다'라고 생각하기 시작해 성우라는 일을 의식하게 되어 방송부에 들어가, 낭독이나 아나운스를 하여, NHK배의 창작 라디오 드라마 부문에 나온다는 활동을 실시했다.
낮은 아르바이트, 양성소가 있는 날은 거기에 다녀, 밤은 대학에서 공부라는 생활을 계속해 그 밖에도 아동극단 등에서 공부를 했다. 대학에서는 수학과에 소속해 있었다. 몇 번이나 오디션을 받은 앞으로 2006년 8월에 개최된 Aniplex presents Super Voice Audition에 합격하고 사무소에 들어가, 텔레비전 애니메이션 '천원돌파 그렌라간'으로 데뷔했다.
2008년 1월부터 보이스&하트에서 마우스 프로모션으로 이적하였다.
도쿄 야쿠르트 스왈로스의 팬이며, Twitter에서도 스왈로스 관련의 군소리를 많이 볼 수 있다.

## 출연 작품
※ 굵은 글씨는 주역·히로인.

### 텔레비전 애니메이션
2011년
- THE IDOLM@STER (점원)

2015년
- 아이돌마스터 신데렐라 걸즈 (모로보시 키라리[3])

### 게임
2013년
- 아이돌마스터 신데렐라 걸즈 (모로보시 키라리)